# Noripterus
Noripterus (nombre que significa "ala del lago" del mongol nuur, "lago" y el griego pteron, "ala") es un género de pterosaurio pterodactiloideo dsungariptérido del Cretácico Inferior encontrado en la Formación Lianmuqin en la Cuenca Junggar de Xinjiang, China. Fue nombrado originalmente por Yang Zhongjian (también denominado como C.C. Young en textos menos recientes) en 1973. Restos fósiles adicionales han sido recuperados de Tsagaantsav Svita, Mongolia.

## Descripción
El espécimen holotipo de Noripterus (IVPP V.4062, localidad tipo IVPP 64045) preserva la parte frontal del cráneo y la mandíbula inferior, vértebras, y miembros parciales y la pelvis. Noripterus era muy similar al contemporáneo Dsungaripterus, aunque se estima que era un tercio más corto. Tenía unas vértebras largas y estrechas en el cuello y, como Dsungaripterus, una cresta y un pico desdentado en la parte frontal de la mandíbula inferior. Los dientes que están presentes son bien desarrollados y muy espaciados unos de otros. El pico afilado es recto y no apunta hacia arriba como en Dsungaripterus.

## Clasificación
Debido a su similitud a Dsungaripterus, Noripterus ha sido asignado a la familia Dsungaripteridae.
El género Phobetor, nombrado por el dios griego de las pesadillas, fue descrito originalmente en 1982 por Natasha Bakhurina como una especie de Dsungaripterus (D. parvus), basándose en un único hueso de la pata, PIN 3953. El descubrimiento de restos adicionales más tarde, entre ellos un cráneo casi completo, GIN 100/31, fue la razón por la cual Bakhurina le dio a D. parvus en 1986 un género separado, y la especie quedó denominada como Phobetor parvus. Sin embargo, el nombre del género Phobetor ya había sido usado como un sinónimo más moderno de la especie Gymnocanthus tricuspis (sinónimo más antiguo de "Phobetor tricuspis" Krøyer, 1844), un pez del orden de los escorpeniformes, y por lo tanto no estaba disponible. En 2009, Lü y colegas reexaminaron la mayor parte del material fósil conocido de dsungariptéridos, y hallaron que "Phobetor" era indistinguible de Noripterus, causando que lo refirieran a este como un sinónimo más moderno.
Al asignar el material de "Phobetor" a Noripterus se incrementa el tamaño conocido de este último indicando que alcanzaría una envergadura máxima de cuatro metros.

## Paleobiología y ecología
Los dsungariptéridos como Noripterus son interpretados como formas adaptadas a alimentarse de peces y mariscos, con largos picos descentados en punta para examinar y atrapar presas disponibles, y robustos dientes posteriores para romper las conchas. Los cráneos de estos animales son más robustos que los de otros pterosaurios, así como sus miembros y vértebras.
Noripterus vivió en el mismo tiempo y lugar que el mucho mayor Dsungaripterus, en formaciones que indican la presencia de extensos sistemas de lagos de tierra adentro. Debido a que Noripterus tenía un cráneo de constitución más ligera y débil con dientes más delgados que los de su contemporáneo, es probable que los dos pterosaurios ocuparan nichos ecológicos separados, con Dsungaripterus cazando en las partes someras de los lagos y comiendo animales de conchas duras, mientras que Noripterus se alimentaba de peces en las regiones más profundas de los lagos.